# Crkva sv. Apolonije u Vrisniku
Crkva sv. Apolonije je rimokatolička crkva u Vrisniku, na otoku Hvaru.

## Opis
Crkva sv. Apolonije „u dnu sela“ prvi puta se spominje 1603. godine. Crkva je renovirana 1769. godine kada dobiva barokne oblike i ponovno 1900. godine, no i danas je njeno stanje trošno i zapušteno. Crkva ima brod pravokutnoga tlocrta, širom stranom okrenut glavnom pročelju, zasvođen križnim svodom i kvadratičnu apsidu. Pravilno orijentirana, građena od klesanih kamenih blokova leži na živoj stijeni u čitavoj svojoj dužini. Crkva je vrijedno djelo kasnoga pučkog baroka s reminiscencijama na gotiku.

## Zaštita
Pod oznakom Z-6414 zavedena je kao nepokretno kulturno dobro - pojedinačno, pravna statusa zaštićena kulturnog dobra, klasificirano kao "sakralna graditeljska baština".